# Giuseppe Burzio
Giuseppe Burzio (21. ledna 1901 Cambiano – 10. února 1966) byl italský duchovní a vatikánský diplomat.
Na kněze byl vysvěcen 29. června 1924 v Turíně. Sloužil jako vatikánský diplomat ve vícero zemích. Jeho nejvýznamnější pověření byly posty apoštolského nuncia v Bolívii (1946–1950) a na Kubě (1950–1954), nicméně ve střední Evropě je nejznámější jako chargé d’affaires zastupující Svatý stolec u Slovenského státu, v kteréžto funkci opakovaně intervenoval proti deportacím Židů do rukou Třetí říše.
Od 8. května 1946 byl titulárním arcibiskupem gortynským. Jeho rozsáhlá korespondence s Tardinim a Maglionem je jedním z důležitých zdrojů informací, jak o politice Vatikánu ve vztahu ke Slovenskému státu a holokaustu, tak o postojích slovenských státních představitelů k deportacím Židů.